# Becheni, Gorj
Becheni este un sat în comuna Roșia de Amaradia din județul Gorj, Oltenia, România.

## Vezi și
- Biserica de lemn „Sfinții Arhangheli”

## Imagini

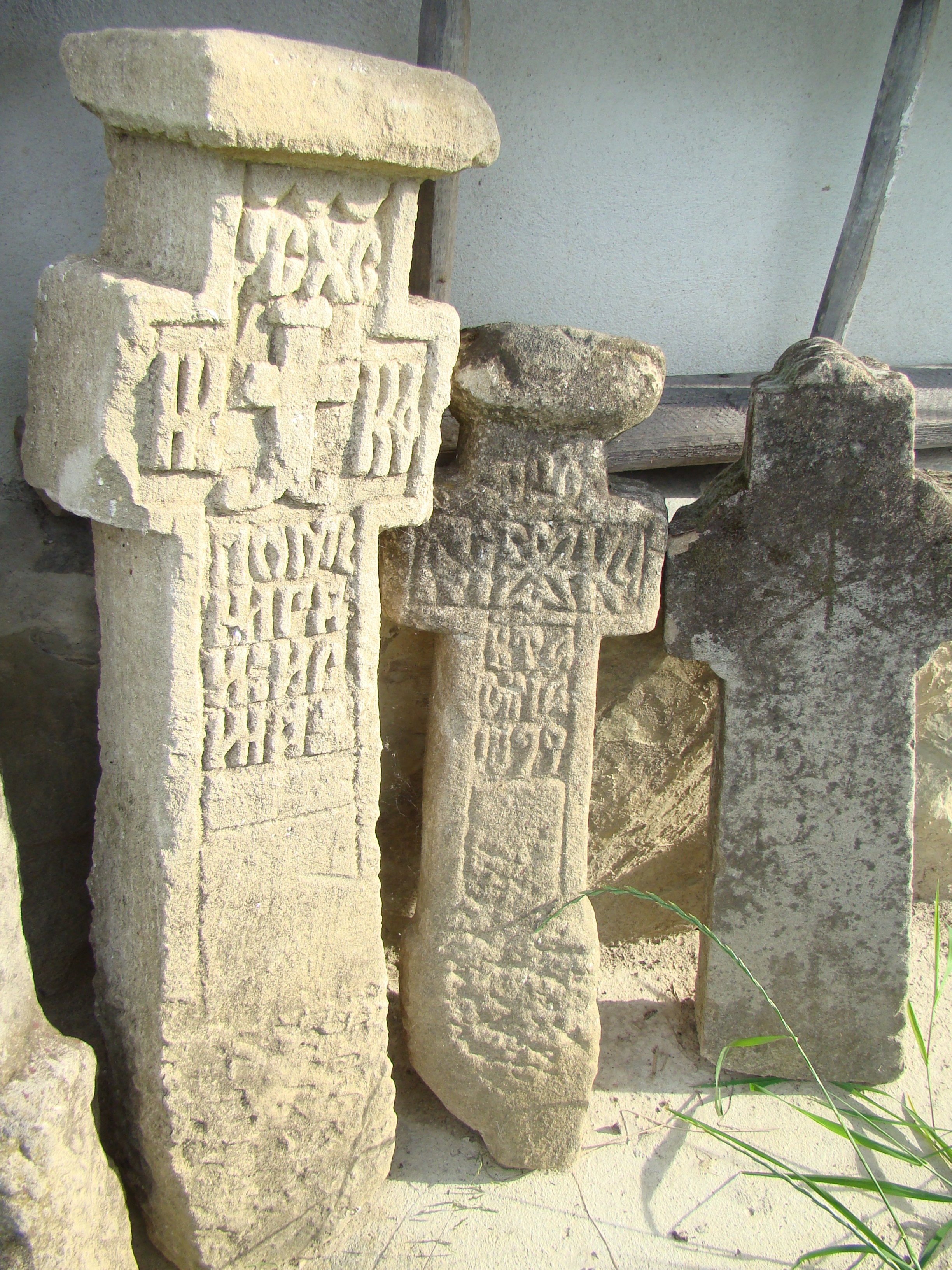
Cruci vechi de piatră
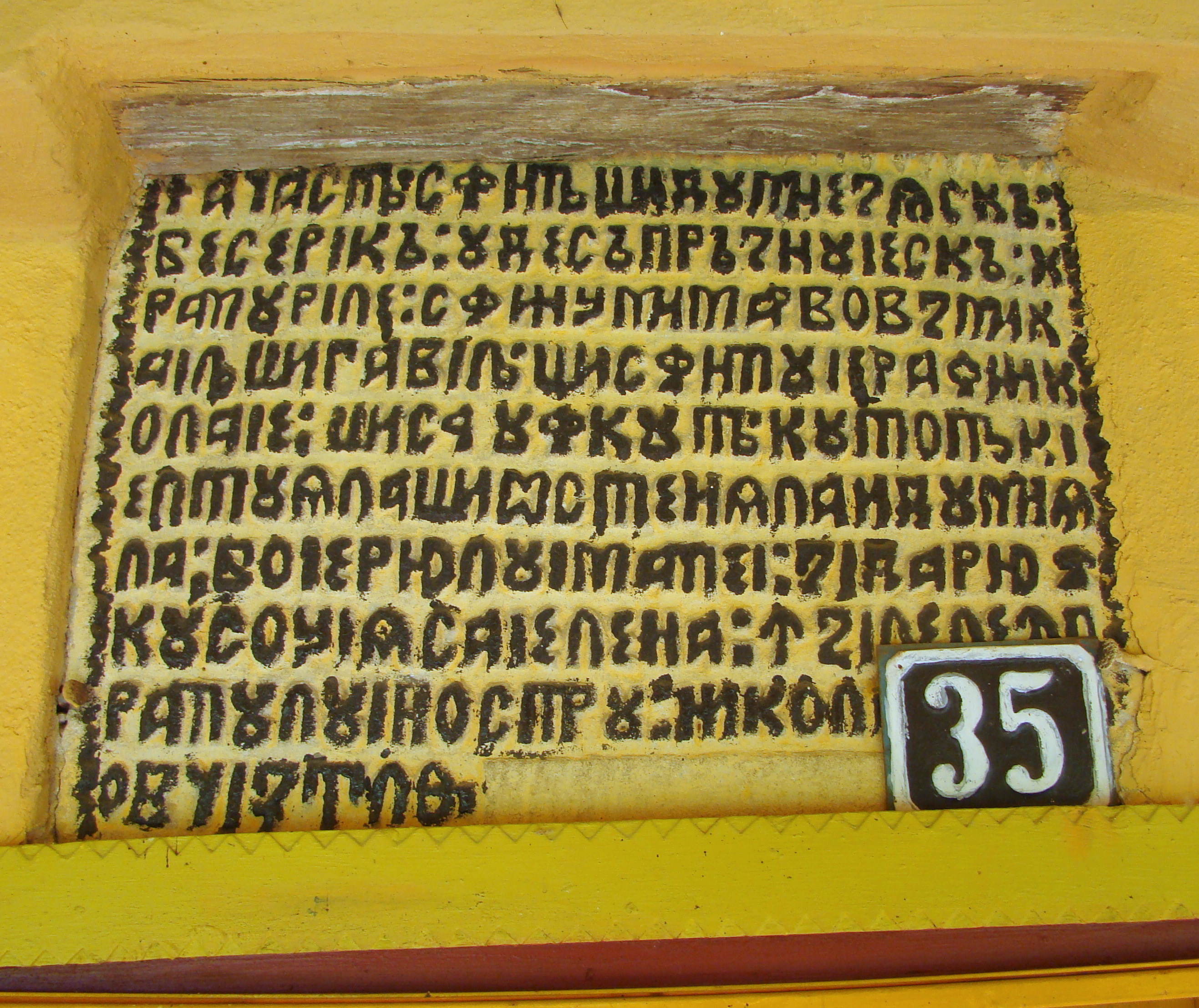
Pisania bisericii de lemn
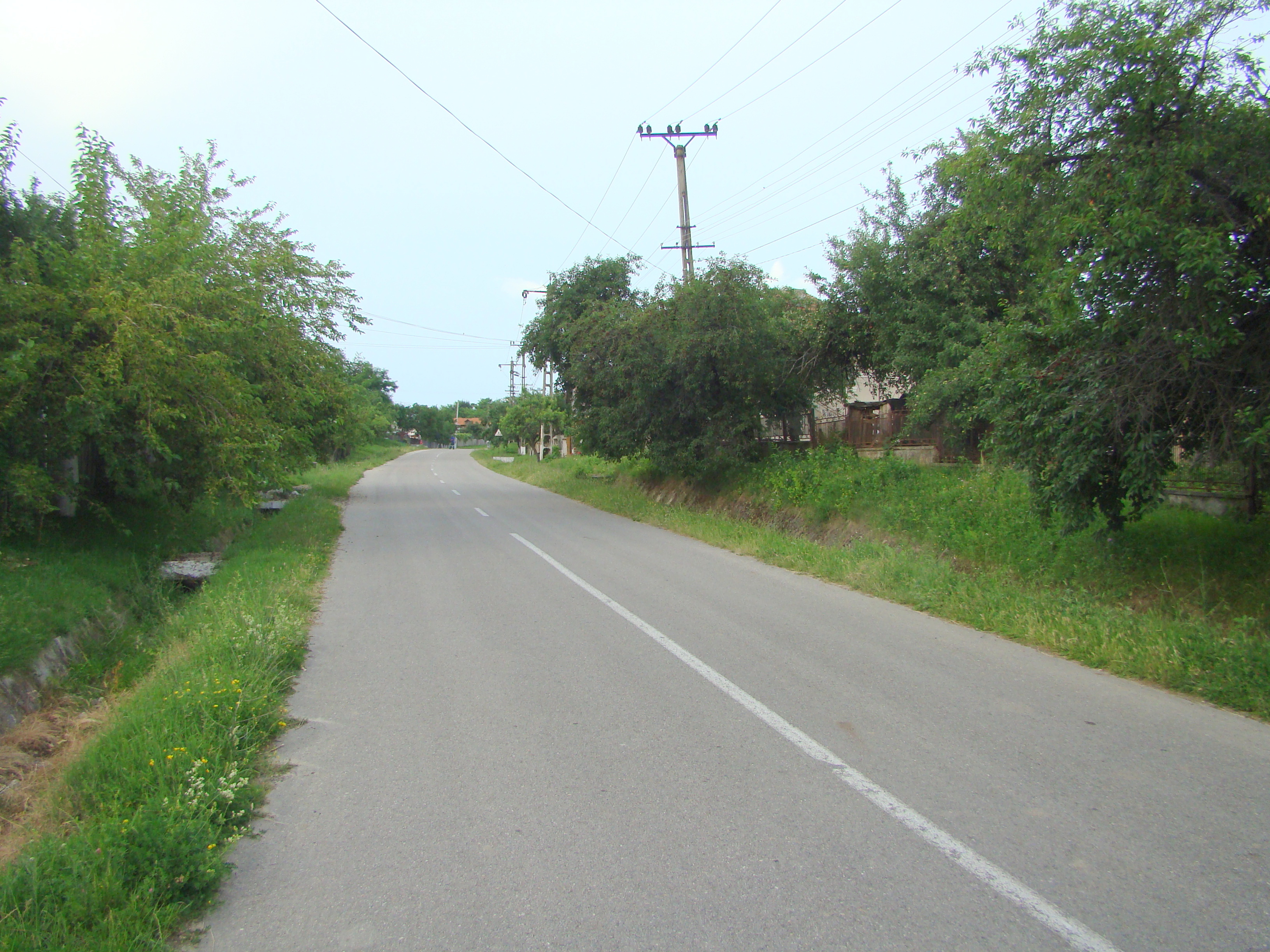
Strada principală

 Acest articol despre o localitate din județul Gorj este deocamdată un ciot. Puteți ajuta Wikipedia prin completarea lui.